# Chlístovice (Pertoltice)
Chlístovice (německy Chlistowitz) jsou malá vesnice, část obce Pertoltice v okrese Kutná Hora. Nachází se asi dva kilometry východně od Pertoltic.
Chlístovice leží v katastrálním území Chlístovice u Pertoltic o rozloze 0,82 km².

## Historie
První písemná zmínka o vesnici pochází z roku 1386.

## Fotogalerie

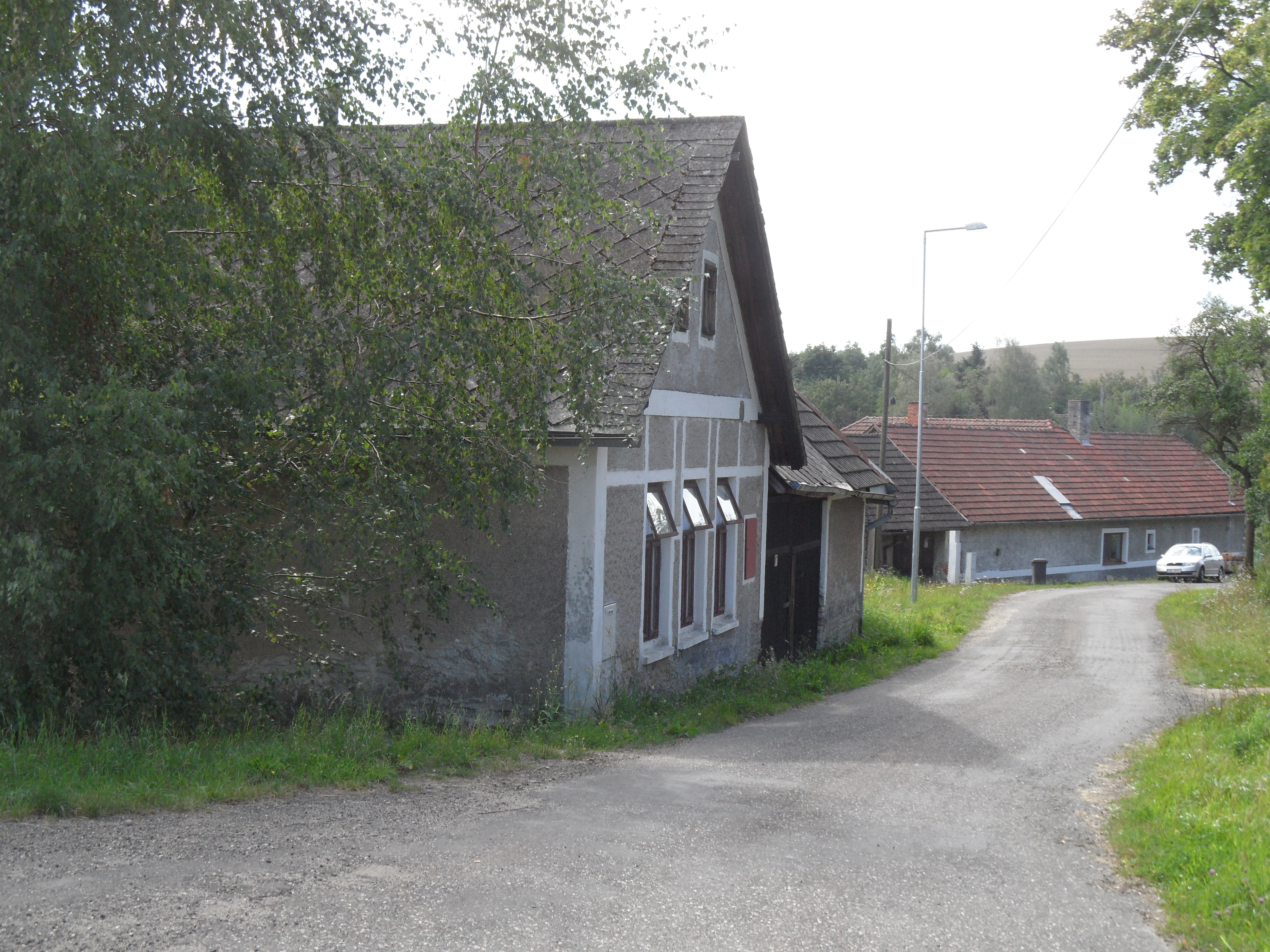
Domy podél silnice
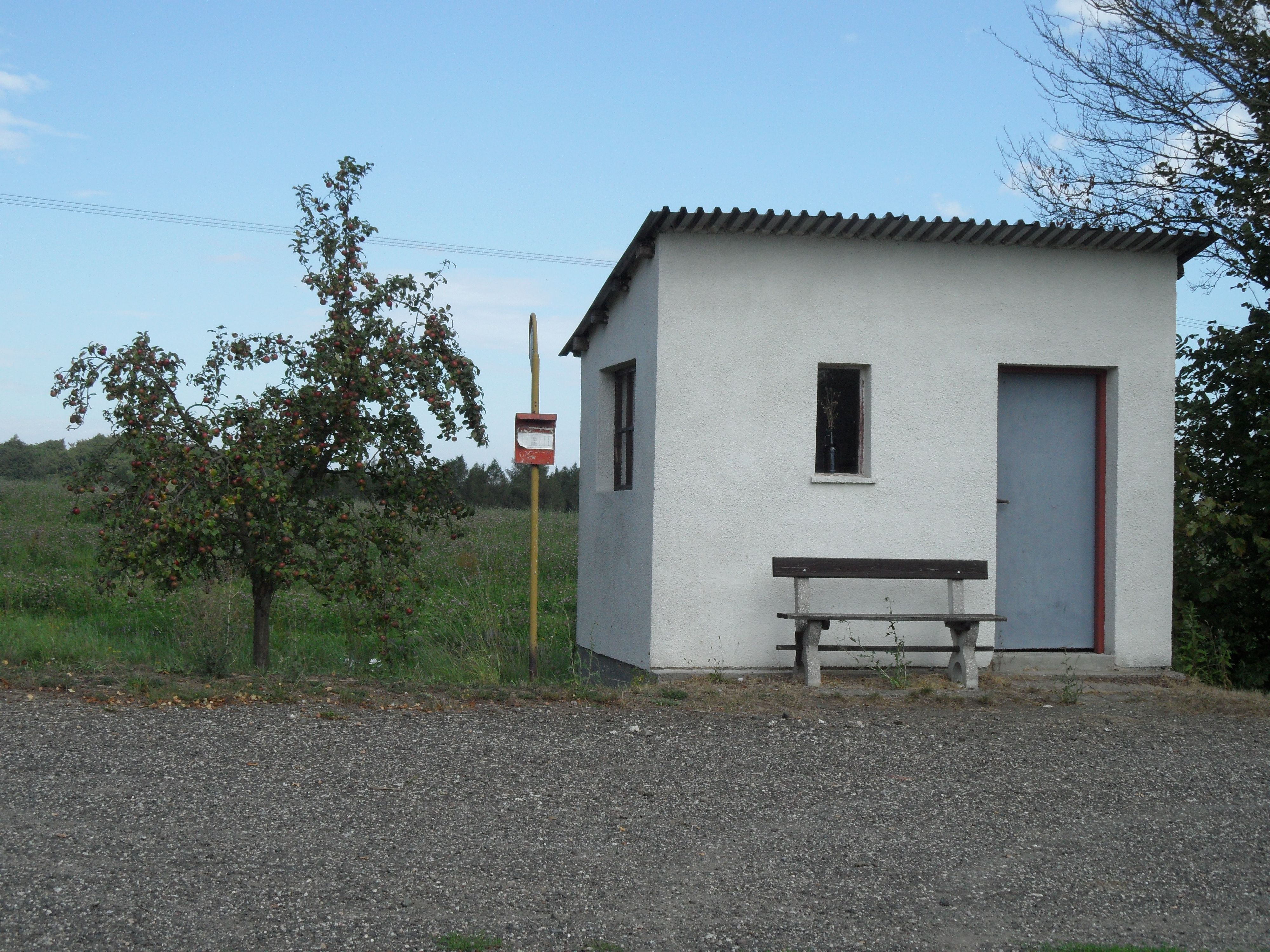
Autobusová zastávka ve vsi
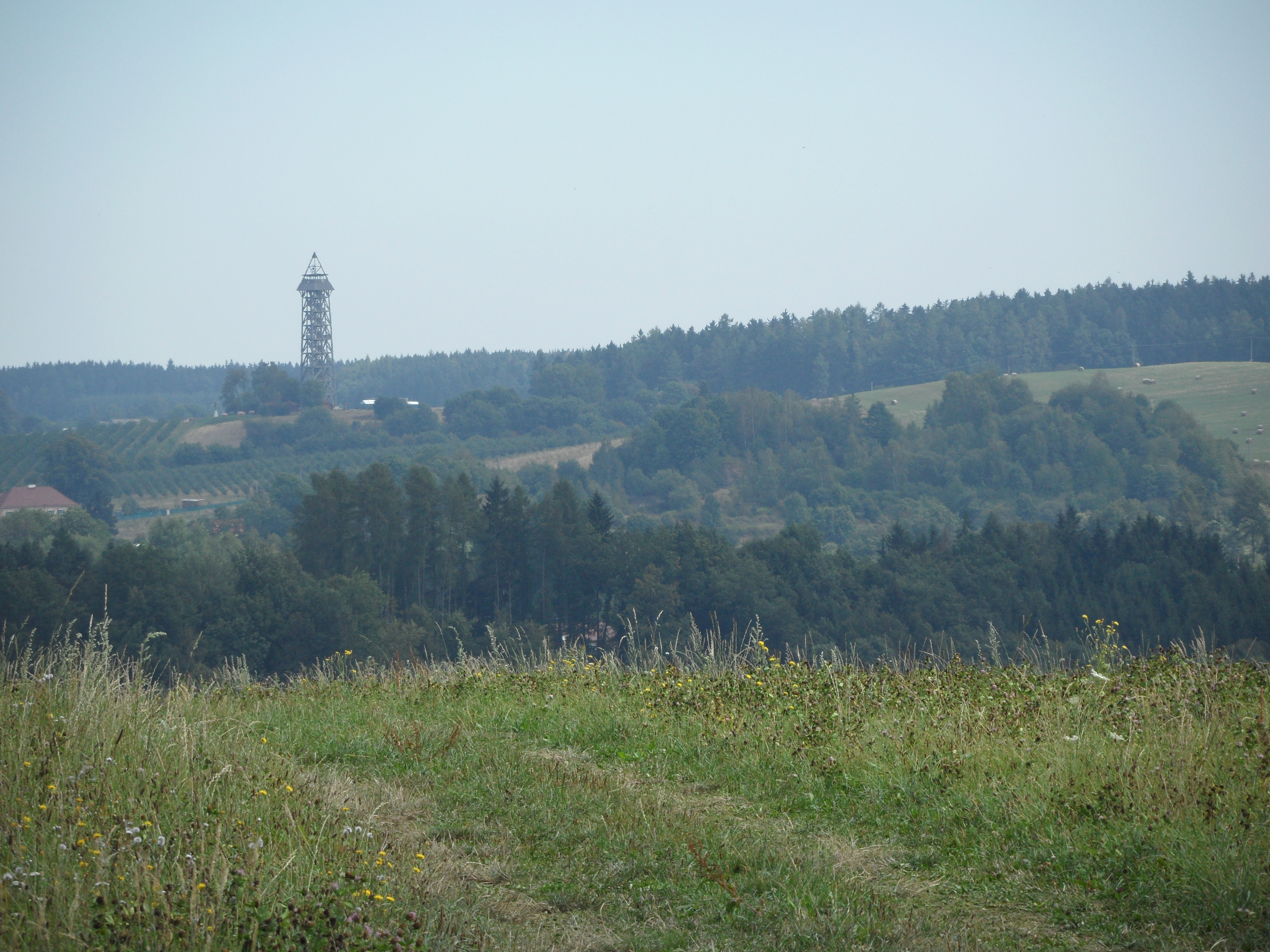
Pohled do Posázaví s rozhlednou Bohdanka
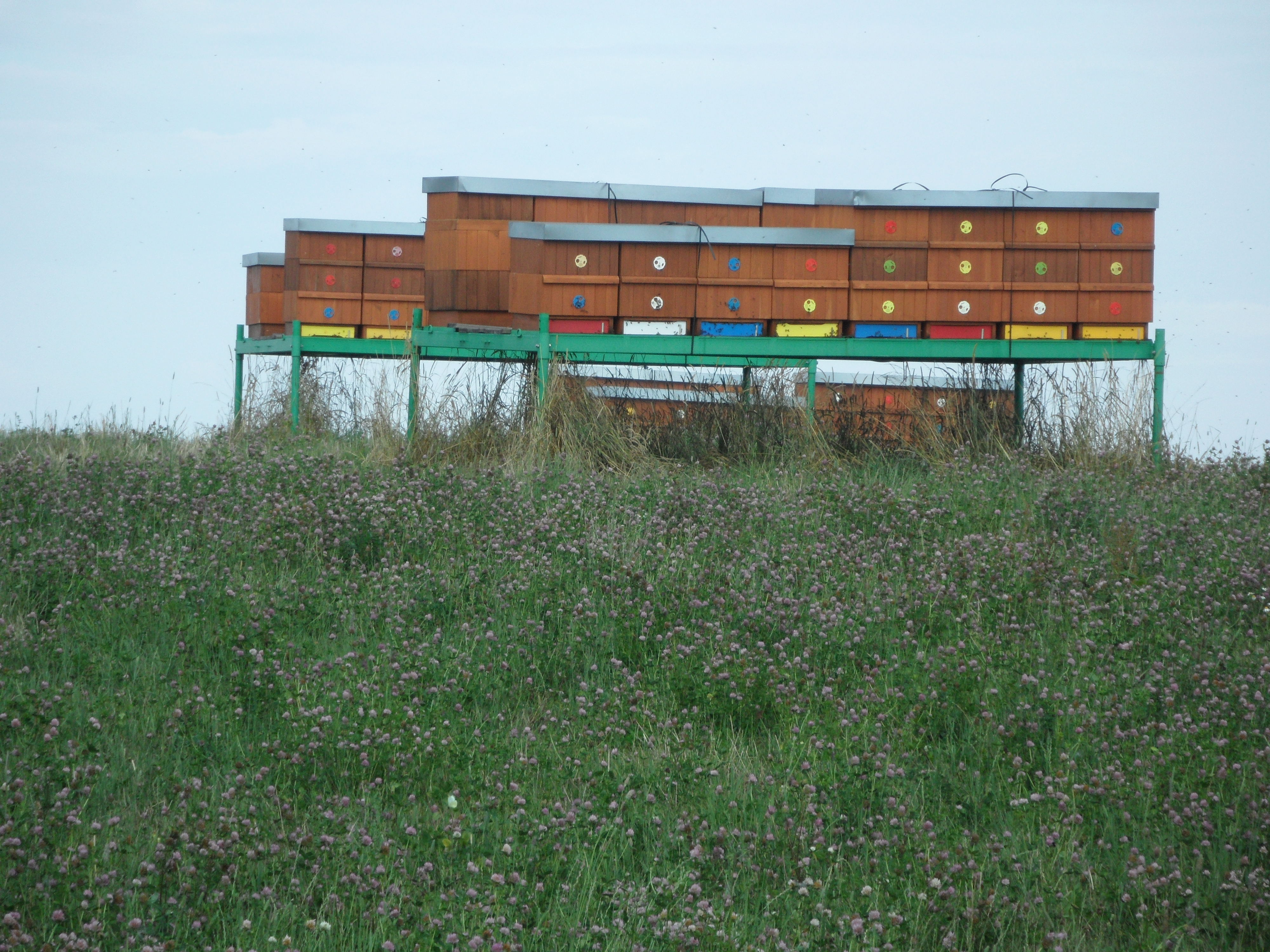
Včelí úly na kraji vesnice